# Abrothrix markhami
Abrothrix olivaceus markhami là một loài động vật có vú trong họ Cricetidae, bộ Gặm nhấm. Loài này được Pine mô tả năm 1973.